# Pedro María Morantes
Pedro María Morantes est l'une des cinq paroisses civiles de la municipalité de San Cristóbal dans l'État de Táchira au Venezuela. Sa capitale est San Cristóbal, chef-lieu de la municipalité et capitale de l'État.